# Onze-Lieve-Vrouwekerk (Nijlen)

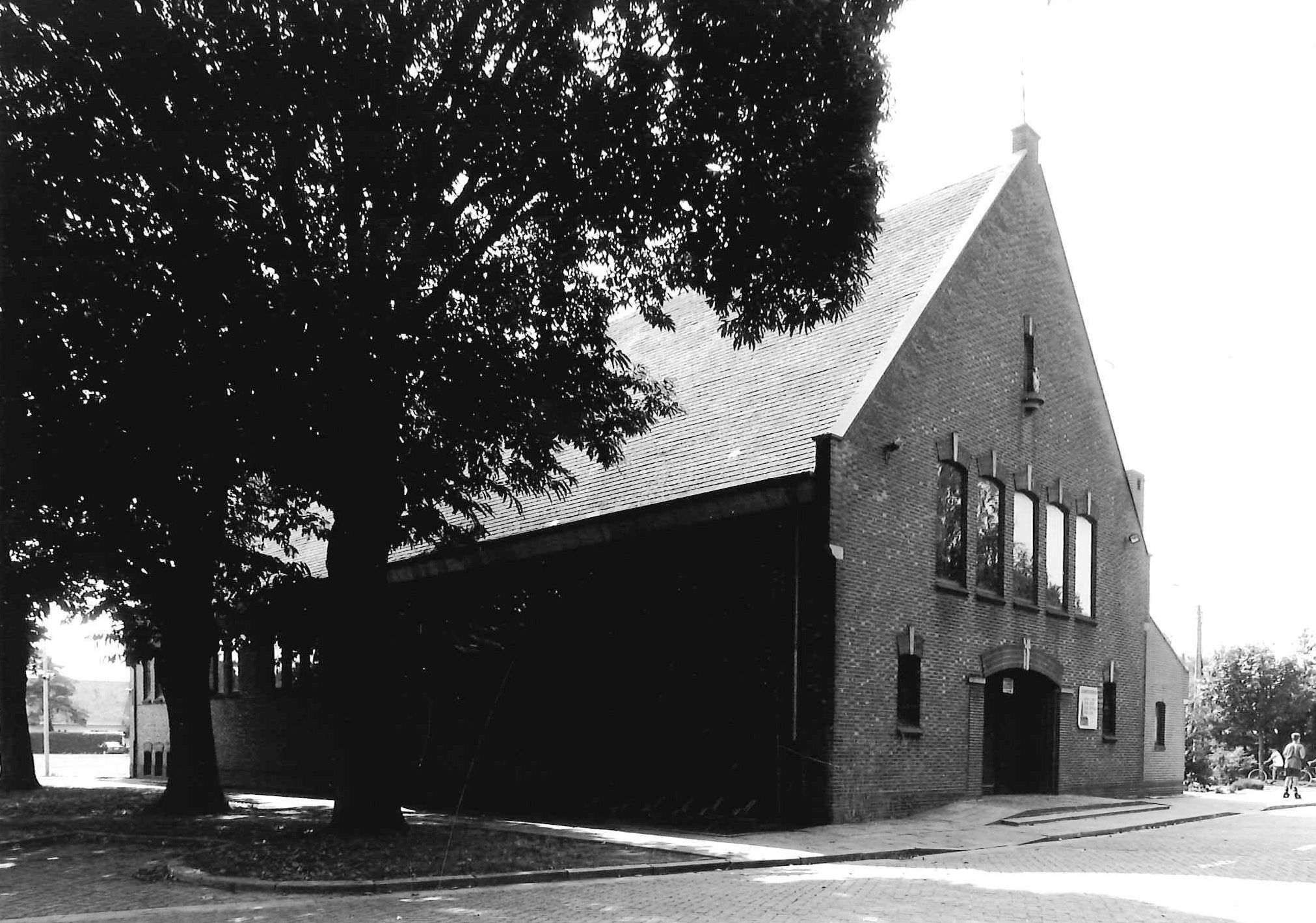
Onze-Lieve-Vrouwekerk

De Onze-Lieve-Vrouwekerk is een rooms-katholiek kerkgebouw in de Antwerpse plaats Nijlen, gelegen aan de Bouwelsesteenweg 183 en de Klokkenlaan. De kerk diende voor de wijk Nieuwe Parochie.
Het eenvoudige kerkje werd in 1948 gebouwd als noodkerk. Het is een naar het zuiden georiënteerd bakstenen zaalkerkje onder zadeldak. Ten noorden van deze kerk staat een eenvoudige klokkenstoel.
Het is de bedoeling dat de kerk een nieuwe bestemming zal krijgen.